# Casualties of Cool
Casualties of Cool è il concept album di debutto della band Casualties of Cool, composta da Devin Townsend e la cantante Ché Aimee Dorval.

## Storia
La lavorazione effettiva dell'album è iniziata nel 2012, anche se Devin lavorava a questo progetto già dal 2010.
Inizialmente avrebbe dovuto essere un progetto del Devin Townsend Project, ma alla fine Devin ha deciso di renderlo un progetto a sé stante.
Durante un'intervista, Devin ha descritto così l'album:
Ha poi affermato che contiene "musica che va dritta al suo cuore" in questo periodo della sua vita, definendolo un album speciale, "una delle cose che abbia fatto che più preferisco", "veramente soddisfacente da fare"
 e "musica più seria di cui avevo bisogno".
Il concept dell'album parla della storia di un viaggiatore che viene attirato da un pianeta senziente, che si ciba delle paure dei viaggiatori. Il viaggiatore, finito su questo pianeta, trova conforto solo da una vecchia radio (presente nella copertina dell'album) e, successivamente, da un vecchio fonografo.
Alla fine egli affronta le sue paure e la sua forza d'animo, nel riuscire a superarle, libera la donna intrappolata all'interno del pianeta e libera anche la sua anima.

## Produzione e distribuzione
Per realizzare il lavoro, Devin si è affidato al crowdfunding attraverso la piattaforma PledgeMusic, il quale è stato un successo talmente grande da raggiungere quasi il 550% dell'obiettivo monetario stabilito nella campagna su PledgeMusic, risultato che ha permesso di investire la somma raggiunta non solo in questo album, ma anche nei progetti futuri (come ad esempio Z²).
Come musicisti si è affidato, tra i vari, alla flautista Kat Epple e al batterista Mike St-Jean, già presenti in Ghost.
La versione deluxe dell'album contiene un disco bonus, con al suo interno le tracce escluse da questo album e da Ghost, ovvero Drench, Mend, Perspective e Moonshine, tracce che sarebbero dovute andare a comporre il sequel Ghost 2, poi però cancellato. 
Per la campagna di PledgeMusic sono stati introdotti vari bonus per chi contribuiva, tra cui una chiavetta USB a forma di osso contenente varie bonus track e un ordine delle tracce differente, con un file di testo in cui Devin spiega il motivo di ciò, spiegando che ad ogni traccia è stata allungata con vari intermezzi ambientali e strumentali in modo che l'ordine variato risultasse più fluido. Tra questi intermezzi c'è il brano Gone Is Gone, dal secondo disco bonus; questo pezzo inizialmente avrebbe dovuto essere nel disco 1 (tra Forgive Me e Broken), però per limite fisico del cd, è stata tolta.
Ci sono inoltre 2 tracce commentary, in cui Devin commenta entrambi i dischi.

## Tracce

### Versione standard
1. Daddy – 5:11 (testo: Dorval)
2. Mountaintop – 5:33 (testo: Townsend, Dorval)
3. Flight – 5:32 (testo: Dorval)
4. The Code – 4:41 (testo: Townsend, Dorval)
5. Moon – 6:28
6. Pier – 3:39 (testo: Townsend, Ågren)
7. Ether – 4:50
8. Hejda – 3:40 (testo: Townsend, Dorval)
9. Forgive Me – 6:00 (testo: Townsend, Dorval)
10. Broken – 1:59
11. Bones – 3:39 (testo: Dorval)
12. Deathscope – 6:13
13. The Field – 4:01 (testo: Dorval)
14. The Bridge – 8:13 (testo: Townsend, Epple)
15. Pure – 4:18

Durata totale: 73:57

### Edizione deluxe disco 2
1. Ghost Whives (testo: Townsend, Dorval)
2. Drained
3. Dig for Gold (testo: Townsend, Dorval)
4. Dead Eyes
5. Drench (testo: Townsend, St-Jean, Young)
6. Mend (testo: Townsend, Schmidt)
7. Where You've Been
8. Gone Is Gone (testo: Townsend, Dorval)
9. Fight
10. Glass World
11. Aquarius
12. Perspective
13. Moonshine

### Versione PledgeMusic
1. Daddy
2. Mountaintop
3. Flight
4. The Code
5. Moon
6. Pier
7. Ether
8. Hejda
9. Forgive Me
10. Gone Is Gone (testo: Townsend, Dorval)
11. Broken Me
12. Bones
13. Deathscope
14. The Field
15. The Bridge
16. Pure

Contenuti bonus PledgeMusic
1. Cold Feet – 3:39 (testo: Townsend)
2. Thing – 6:43 (testo: Townsend)
3. Casualties of Cool Commentary Disco 1 – 73:52
4. Casualties of Cool Commentary Disco 2 – 65:04

## Formazione
- Devin Townsend - voce, chitarre, basso, tastiere, programmazione, produzione, mixaggio
- Ché Aimee Dorval - voce, chitarra acustica
- Morgan Ågren - batteria
- Kat Epple - flauto, legni
- Jørgen Munkeby - sassofono
- Randy Slaugh - archi, engineering
- The Sångkraft Chamber Choir - parti corali
- Leif Åkesson - direttore del coro

Altri musicisti
- Dave Young - tastiere aggiuntive
- Mike St-Jean - batterie aggiuntive
- Jeff Schmidt - basso aggiuntivo